# Associazione Sportiva Siracusa 1966-1967
Questa voce raccoglie le informazioni riguardanti l'Associazione Sportiva Siracusa nelle competizioni ufficiali della stagione 1966-1967.

## Rosa
| N. |                   | Ruolo | Calciatore            |
| -- | ----------------- | ----- | --------------------- |
|    | Italia (bandiera) | A     | Amedeo Balestrieri    |
|    | Italia (bandiera) | A     | Giorgio Bottarelli    |
|    | Italia (bandiera) | C     | Enrico Casini         |
|    | Italia (bandiera) |       | Celeghin              |
|    | Italia (bandiera) | C     | Antonino Cilio        |
|    | Italia (bandiera) | A     | Francesco Cilio       |
|    | Italia (bandiera) | D     | Sandro Degl'Innocenti |
|    | Italia (bandiera) |       | Dentoni               |
|    | Italia (bandiera) | D     | Vittorio Drago        |
|    | Italia (bandiera) | P     | Bruno Ducati          |

| N. |                   | Ruolo | Calciatore             |
| -- | ----------------- | ----- | ---------------------- |
|    | Italia (bandiera) | C     | Mario Erna             |
|    | Italia (bandiera) | A     | Giovanni Guardavaccaro |
|    | Italia (bandiera) | D     | Arturo Massari         |
|    | Italia (bandiera) | D     | Giuseppe Peretta       |
|    | Italia (bandiera) | C     | Lelio Petronilli       |
|    | Italia (bandiera) | C     | Sergio Rodaro          |
|    | Italia (bandiera) | A     | Ezio Santagostino      |
|    | Italia (bandiera) | A     | Rocco Testa            |
|    | Italia (bandiera) | C     | Ettore Tuccitto        |
|    | Italia (bandiera) | P     | Graziano Zampetti      |